# Juan Montales
Juan Montales fue un famoso constructor de relojes de torre, que tuvo su taller en Laluenga (Huesca) y floreció en los comienzos del siglo XVII.
El 27 de diciembre de 1628 se le dieron, en fin de pago, 120 sueldos jaqueses por hacer el reloj de la Seo de Huesca.
Hizo asimismo el reloj de Laluenga, otro en Barbastro en 1625 y uno para la iglesia de San Pablo, de Zaragoza.